# What Normal Was
What Normal Was è il primo album in studio del cantautore statunitense Billy Howerdel, pubblicato il 10 giugno 2022 dalla Alchemy Recordings.

## Antefatti
Billy Howerdel ha dichiarato di aver iniziato a lavorare su del nuovo materiale solista poco dopo la pubblicazione di Keep Telling Myself It's Alright, album pubblicato con il progetto parallelo Ashes Divide. Nello specifico, all'epoca il materiale veniva presentato a Maynard James Keenan, frontman degli A Perfect Circle (gruppo principale di Howerdel), che avrebbe selezionato alcuni brani per gli APC, spingendo Howerdel a sviluppare in proprio ciò che veniva scartato. Successivamente, nel dicembre 2012 Howerdel ha aggiornato i propri seguaci riguardo ai lavori per il secondo album degli Ashes Divide, dichiarando: «adesso, sto concentrando le mie energie su un nuovo album degli Ashes Divide, di circa undici brani. Sto lavorando sulle voci e la stesura dei testi, e se tutto va come previsto sarà pronto per gennaio o febbraio». Tuttavia, il progetto è stato poi abbandonato nel 2013, dopo la decisione del cantante di rivedere alcune tracce per essere inserite nel quarto disco degli A Perfect Circle, Eat the Elephant, pubblicato nel 2018.
Nel 2017, Howerdel è tornato a parlare riguardo a del materiale come solista, sottolineando la difficoltà di un'eventuale pubblicazione con il nome Ashes Divide, nome in cui aveva smesso di riconoscersi dal punto di vista stilistico. Dopo essere stato previsto per il 2020, 2021 e 2022 dalla rivista Revolver, l'album è stato annunciato nei primi mesi del 2022, momento in cui è anche stato rivelato che non sarebbe stato pubblicato come Ashes Divide ma semplicemente come Billy Howerdel.
Il disco è stato registrato per la maggior parte a fine del 2019 nello studio personale di Howerdel, con la pubblicazione che era inizialmente stata prevista per maggio 2020. Tuttavia, a causa dell'avvento della pandemia di COVID-19, i lavori di post produzione si sono interrotti nel bel mezzo della fase di missaggio, iniziata nel marzo 2020. Successivamente, la lavorazione è ripresa a distanza con Howerdel e il tecnico di mix Matty Green in collegamento remoto.

## Descrizione
Coprodotto insieme a Danny Lohner, l'album è stato composto per la totalità dei testi e delle musiche da Howerdel, ad eccezione della traccia conclusiva Stars (che vede il contributo di Johnette Napolitano), la cui demo risale al 2009 ed è stata presentata all'epoca dal vivo durante i concerti degli Ashes Divide.
What Normal Was si distanzia dalle precedenti pubblicazioni dell'artista per il vasto utilizzo dell'elettronica. In particolare, quest'ultima viene impiegata nella realizzazione di atmosfere cupe e inquietanti che ricordano da vicino i lavori di Nine Inch Nails e The Cure, da sempre definiti da Howerdel come suoi ispiratori. Nel giustificare la massiccia presenza di elementi derivativi dallo stile dei suddetti gruppi, oltre che quelli di altri complessi new wave, synth pop e post-punk anni '80 come Depeche Mode e Echo & the Bunnymen, Howerdel ha presentato il disco con la seguente dichiarazione:

Riguardo invece alle tematiche dei testi, in occasione del lancio del singolo Free and Weightless, il cantante ha spiegato:

## Promozione
What Normal Was è stato anticipato dal debutto del primo singolo Poison Flowers, avvenuto il 4 marzo 2022 e seguito dal relativo video musicale il 26 aprile, giorno in cui il titolo dell'album è stato rivelato.
Il 12 maggio è stata la volta del secondo estratto, Free and Weightless, seguito da una dichiarazione di Howerdel del 18 maggio in cui ha annunciato la pubblicazione di altri tre brani in anteprima fino al lancio del disco; Beautiful Mistake il giorno 20 dello stesso mese, Selfish Hearts il 27 e The Same Again il 3 giugno. L'11 ottobre è stato invece presentato il video musicale di Ani, diretto da Mynxii White.
In supporto a What Normal Was, Howerdel ha intrapreso una tournée nordamericana nell'estate 2022 accompagnato in alcune tappe dai Puscifer.

## Tracce
Testi e musiche di William Howerdel, eccetto dove indicato.
1. Selfish Hearts – 2:51
2. Free and Weightless – 3:42
3. Ani – 4:25
4. The Same Again – 3:33
5. Beautiful Mistake – 5:12
6. Poison Flowers – 5:33
7. Follower – 4:00
8. Bring Honor Back Home – 3:46
9. EXP – 3:57
10. Stars – 5:10 (William Howerdel, Johnette Napolitano)

## Formazione
Hanno partecipato alle registrazioni, secondo le note di copertina:
Musicisti
- Billy Howerdel – voce, chitarra, basso, tastiera, programmazione, batteria (tracce 8 e 9)
- Danny Lohner – chitarra (traccia 2), programmazione aggiuntiva (tracce 2, 3 e 4)
- Josh Freese – batteria (eccetto tracce 3, 8 e 9)
- Matt McJunkins – basso aggiuntivo (tracce 5 e 7)
- Tosh Peterson – batteria (traccia 3), batteria aggiuntiva (traccia 5)
- Hannah Vandermolen – cori (traccia 10)
- Cassandra Church – voce (traccia 9)
- Valeria Hylytukha – cori (traccia 9)
- Marissa Nadler – cori (traccia 9)
- Scott Kirkland – programmazione aggiuntiva (traccia 1)

Produzione
- Billy Howerdel – produzione, ingegneria del suono, direzione artistica
- Danny Lohner – produzione
- Smiley Sean – ingegneria del suono aggiuntiva
- Hannah Vandermolen – produzione parti vocali (traccia 6), pittura
- Justin McGrath – montaggio digitale
- Matty Green – missaggio
- Joe LaPorta – mastering
- Erica Zeitz – fotografia al collodio umido
- Kevin Moore – direzione artistica, grafica